# Paraxerus ochraceus
Paraxerus ochraceus is een zoogdier uit de familie van de eekhoorns (Sciuridae). De wetenschappelijke naam van de soort werd voor het eerst geldig gepubliceerd door Huet in 1880.